# Дедгем (Мен)
Дедгем (англ. Dedham) — місто (англ. town) в США, в окрузі Генкок штату Мен. Населення — 1648 осіб (2020).

## Демографія
Згідно з переписом 2010 року, у місті мешкала 1681 особа в 702 домогосподарствах у складі 491 родини. Було 1254 помешкання
Расовий склад населення:
| - 97,6 % — білих - 0,6 % — азіатів - 0,5 % — корінних американців - 0,4 % — чорних або афроамериканців |

До двох чи більше рас належало 0,8 %. Частка іспаномовних становила 0,8 % від усіх жителів.
За віковим діапазоном населення розподілялося таким чином: 19,3 % — особи молодші 18 років, 68,9 % — особи у віці 18—64 років, 11,8 % — особи у віці 65 років та старші. Медіана віку мешканця становила 46,2 року. На 100 осіб жіночої статі у місті припадало 106,0 чоловіків;  на 100 жінок у віці від 18 років та старших — 105,8 чоловіків також старших 18 років.
Середній дохід на одне домашнє господарство  становив 110 838 доларів США (медіана — 69 167), а середній дохід на одну сім'ю — 126 330 доларів (медіана — 75 972). Медіана доходів становила 62 404 долари для чоловіків та 37 500 доларів для жінок. За межею бідності перебувало 6,4 % осіб, у тому числі 10,9 % дітей у віці до 18 років та 7,9 % осіб у віці 65 років та старших.
Цивільне працевлаштоване населення становило 917 осіб. Основні галузі зайнятості: освіта, охорона здоров'я та соціальна допомога — 31,7 %, роздрібна торгівля — 10,1 %, будівництво — 9,9 %, науковці, спеціалісти, менеджери — 9,8 %.